# Wetzlins

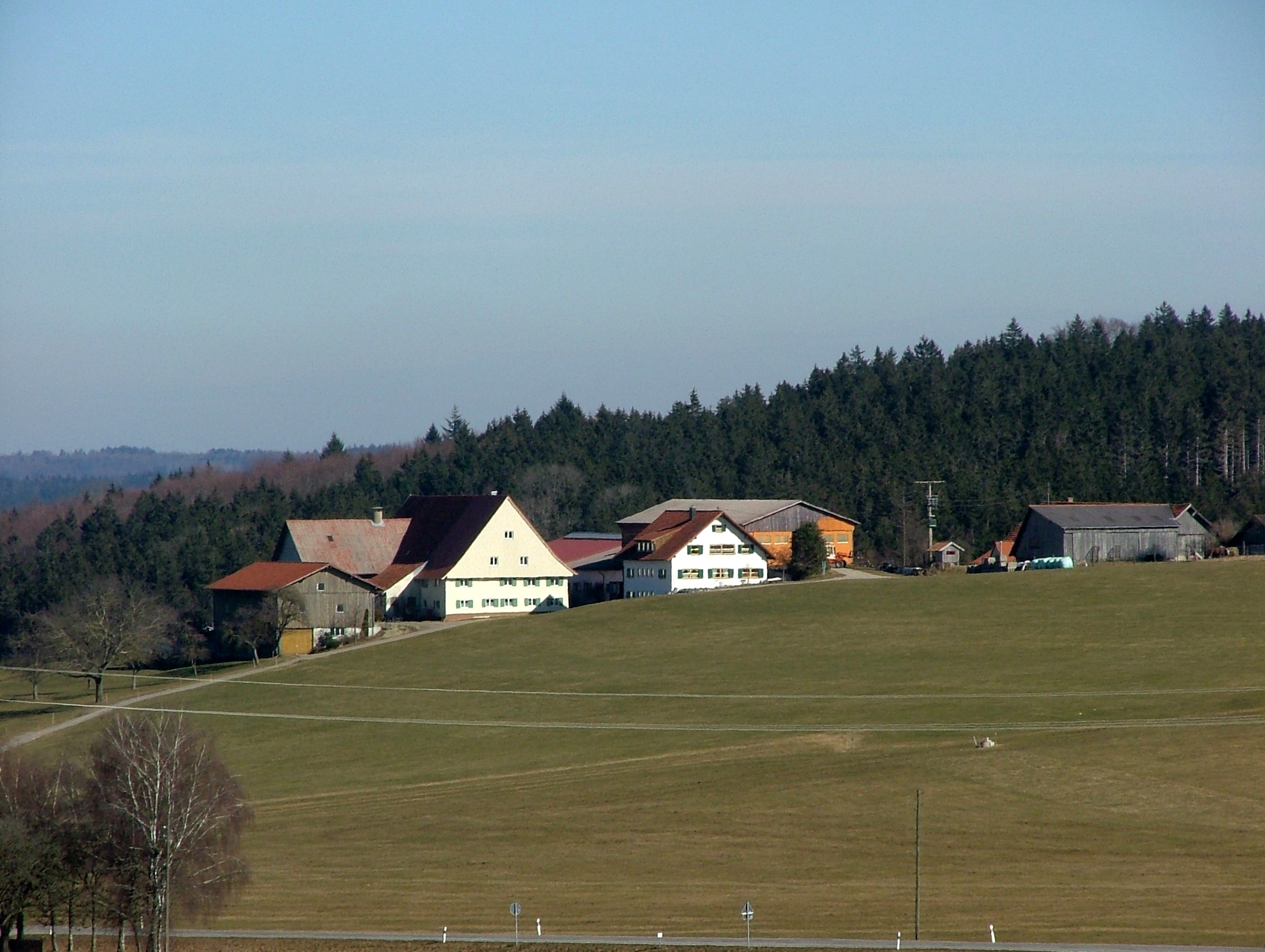
Wetzlins

Wetzlins ist ein Ortsteil des oberschwäbischen Marktes Ottobeuren im Landkreis Unterallgäu.

## Geographie
Die Einöde Wetzlins liegt etwa zwei Kilometer nordöstlich von Ottobeuren. Der Ort ist durch die Staatsstraße St 2011 direkt mit dem Hauptort verbunden.

## Geschichte
1564 hatte Wetzlins 22 Einwohner, bei der Volkszählung 1961 wurde 14 Einwohner erfasst. Heute besteht die Einöde aus zwei Gehöften. Der Ort gehörte zur Gemeinde Guggenberg und wurde mit dieser im Zuge der Gebietsreform in Bayern am 1. Januar 1972 in den Markt Ottobeuren eingegliedert.

## Baudenkmal
In die amtliche Denkmalliste ist ein stattliches Bauernhaus, bezeichnet 1761, eingetragen, siehe Liste der Baudenkmäler in Wetzlins.